# Steve Omischl
Steve Omischl (North Bay, 16 novembre 1978) è un ex sciatore freestyle canadese, campione mondiale nella gara di salti a Ruka 2005.

## Biografia
Omischl debutta nel Circo bianco disputando una gara di salti a Lake Placid, valida per la Nor-Am Cup, il 18 gennaio 1997 giungendo 14º. L'esordio in Coppa del Mondo avviene due anni dopo a Whistler Blackcomb, dove l'atleta chiude al secondo posto alle spalle del connazionale Nicolas Fontaine. Ai Mondiali di Deer Valley 2003 conquista la medaglia di bronzo nei salti, mentre due anni dopo, nell'edizione di Ruka 2005, si aggiudica l'oro iridato nella stessa disciplina.
Nella stagione 2003/2004 il freestyler ottiene la sua prima Coppa del Mondo generale, trofeo che bisserà anche nel 2008. Ai Campionati mondiali di Madonna di Campiglio 2007 e a quelli successivi di Inawashiro 2009, Omischl incrementa il palmarès aggiudicandosi due medaglie di bronzo.
Ai Giochi olimpici invernali, l'atleta vanta come miglior piazzamento un 8º posto ai XXI Giochi olimpici invernali di Vancouver 2010.
In carriera il freestyler ha vinto 20 gare di Coppa del Mondo ed è salito 40 volte sul podio. Omischl è riuscito anche a ottenere quattro Coppe del Mondo di salti.

## Palmarès

### Mondiali
- 4 medaglie:
  - 1 oro (nei salti a Ruka 2005)
  - 1 argento (nei salti a Inawashiro 2009)
  - 2 bronzi (nei salti a Deer Valley 2003; nei salti a Madonna di Campiglio 2007)

### Coppa del Mondo
- Vincitore della Coppa del Mondo nel 2004 e nel 2008
- Vincitore della Coppa del Mondo di salti nel 2004, 2007 2008 e nel 2009
- 40 podi:
  - 20 vittorie
  - 11 secondi posti
  - 9 terzi posti

#### Coppa del Mondo - vittorie
| Data             | Luogo            | Paese       | Disciplina |
| ---------------- | ---------------- | ----------- | ---------- |
| 8 settembre 2002 | Mount Buller     | Australia   | AE         |
| 2 marzo 2003     | Špindlerův Mlýn  | Rep. Ceca   | AE         |
| 6 settembre 2003 | Mount Buller     | Australia   | AE         |
| 7 settembre 2003 | Mount Buller     | Australia   | AE         |
| 16 gennaio 2004  | Lake Placid      | Stati Uniti | AE         |
| 18 gennaio 2004  | Lake Placid      | Stati Uniti | AE         |
| 15 febbraio 2004 | Harbin           | Cina        | AE         |
| 10 marzo 2004    | Sauze d’Oulx     | Italia      | AE         |
| 19 febbraio 2005 | Sauze d’Oulx     | Italia      | AE         |
| 3 marzo 2006     | Davos            | Svizzera    | AE         |
| 10 dicembre 2006 | Beida Lake       | Cina        | AE         |
| 25 febbraio 2007 | Apex             | Canada      | AE         |
| 21 dicembre 2007 | Lianhua          | Cina        | AE         |
| 19 gennaio 2008  | Lake Placid      | Stati Uniti | AE         |
| 27 gennaio 2008  | Mont Gabriel     | Canada      | AE         |
| 10 febbraio 2008 | Cypress Mountain | Canada      | AE         |
| 1º marzo 2008    | Mosca            | Russia      | AE         |
| 7 marzo 2008     | Davos            | Svizzera    | AE         |
| 25 gennaio 2009  | Mont Gabriel     | Canada      | AE         |
| 6 febbraio 2009  | Cypress Mountain | Canada      | AE         |

Legenda:

AE = salti